# Église Saint-Michel de Bias
Pour les articles homonymes, voir Saint-Michel.
L'église Saint-Michel de Bias est un lieu de culte catholique situé sur la commune de Bias, dans le département français des Landes. De style néogothique, elle construite en 1904 par l'architecte Henri Dépruneaux (1867-1953). Dédiée à saint Michel, elle constitue une étape sur la voie de Soulac des chemins de Saint-Jacques-de-Compostelle.

## Présentation
La commune de Bias (du latin via), située dans le pays de Born, se trouve sur le tracé de l'ancienne voie romaine littorale reliant Bordeaux à Dax. Les peuples ligures, ibères, romains, vandales, wisigoths et francs occupent tour à tour ou traversent le sol de cette localité. A l'ère de la chrétienté, une chapelle appartenant à l'ordre de Saint-Jean de Jérusalem se situe au lieu-dit Ovignac (commune de  Saint-Julien-en-Born), au sud de Bias. À Bias, trois églises ont successivement existé.

### Première église
L'église primitive dépend du prieuré Sainte-Marie de Mimizan et constitue une étape du pèlerinage de Saint-Jacques-de-Compostelle . Son existence est attestée à partir du XVIIe siècle. Le sanctuaire, déjà voué à Saint Michel, occupe alors le sommet d'un tertre (tuc en gascon), situé entre deux petite étangs reliés par un canal. Le site est alors environné du presbytère, du cimetière, de maisons, métairies, champs et pâturages, constituant le bourg primitif de Bias. Or à cette époque, depuis plusieurs siècles déjà, le littoral landais subit l'avancée des sables poussés par les vents d'ouest s'accumulant en dunes. Celles-ci progressent inexorablement vers l'intérieur des terres, ensevelissant maisons et pâturages et formant des barrages naturels, contraignant les eaux de la lande à s'accumuler et à former des étangs. C'est ainsi qu'autour de l'église, le niveau de l'eau monte peu à peu, entraînant des inondations récurrentes dans le cimetière et à l'intérieur même de l'église, qui cesse définitivement d'être utilisable vers 1740. Les deux étangs finissent par se réunir pour former l'actuel étang de Bourg-le-Vieux, sous les eaux duquel se situent les vestiges du bourg primitif de Biais, son église et ses habitations.

### Deuxième église
En 1736, les d'habitants de Bias sont répartis en quinze foyers environ. Structurés en paroisse avec, ils sollicitent cette année-là avec le soutien de leur curé, l'abbé Laville, l'autorisation de construire une nouvelle église dans un site mieux protégé. Leurs multiples démarches et leur persévérance sont récompensées et une nouvelle église est érigée à l'emplacement de l'église actuelle, au centre d'un airial, à 2,5 kilomètres en direction du nord-est. La première messe y est célébrée en 1770, tandis que les inhumations continuent de se faire à Mimizan pendant trois ans, jusqu'à ce qu'un cimetière soit aménagé en 1773, sur un espace réduit côté nord et bien plus spacieux côté sud. Fermée durant la Révolution française, cette deuxième église rouvre en 1804 et perdure jusque dans les années 1890.

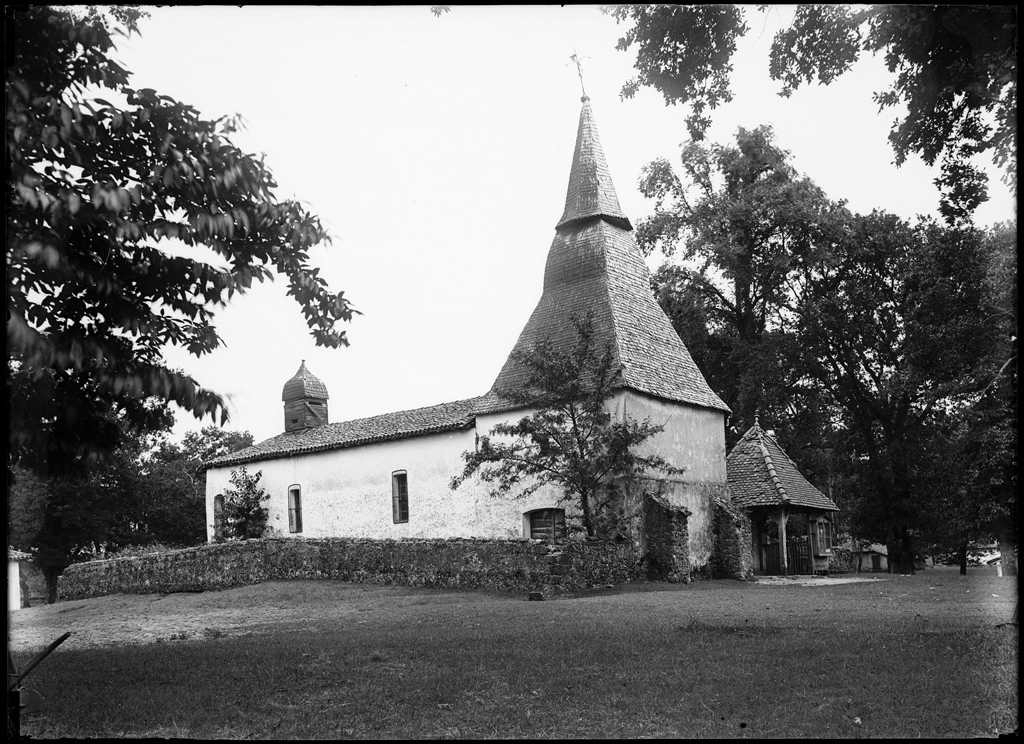
La deuxième église Saint-Michel de Bias en 1897, photographiée par Félix Arnaudin.

### Troisième église
Le projet de construction d'une nouvelle église est mis en adjudication en 1904 et les travaux commencent dès l'attribution du marché. Le lauréat est tenu de démolir l'édifice précédent, démonter les cloches pour les remonter sur un beffroi provisoire, déblayer l'emplacement pour procéder à la nouvelle construction. Les travaux sont exécutés par M. Plantay d'Arcachon et achevés en 1905. Les vitraux ont été réalisés par Gustave Pierre Dagrant, peintre verrier de Bordeaux de réputation internationale. On peut facilement les identifier, de gauche à droite : Sainte Rose de Lima, Saint Simon Apôtre, Saint Jean l'Evangéliste, Saint Pierre, armoiries du Pape Pie X (1903-1914), les anges terrassant les démons, Saint Michel terrassant le dragon, Saint Michel pesant les âmes, les armoiries de Mgr Delannoy, évêque d'Aire et de Dax (1876-1905), Saint Paul de Tarse, Saint Barthélémy, les deux saints landais Vincent de Paul et Quitterie et sur la façade au-dessus du porche, dans une rosace, le Sacré-Cœur de Jésus.
L'autel, en marbre blanc avec colonnettes jaunes, est mis en place et achevé le 31 mars 1905 par G. Guiraud, marbrier à Toulouse. La table est ornée de cinq arcs brisés reposant sur des colonnettes à chapiteau feuillagé, sous les arcs, cinq hauts-reliefs rapportés (le Bon Pasteur, les quatre Évangélistes avec leurs symboles réciproques). Cette table est séparée du gradin et du tabernacle et avancée au milieu du chœur après la réforme liturgique consécutive au concile Vatican II.
Une croix processionnelle datant du XVe siècle se trouvait initialement dans cette église, avec en son centre la croix des chevaliers de Malte. Elle est aujourd’hui conservée au musée diocésain. Le décor sculpté est exécuté en 1905 par Jean-Éloi Ducom et l'église est restaurée en 1999. Non loin de l'église se situe la fontaine Saint Michel, reconstruite avec une pierre du maître autel datant du XIIe siècle et provenant de l’ancienne chapelle des chevaliers de Malte.
Vue extérieure

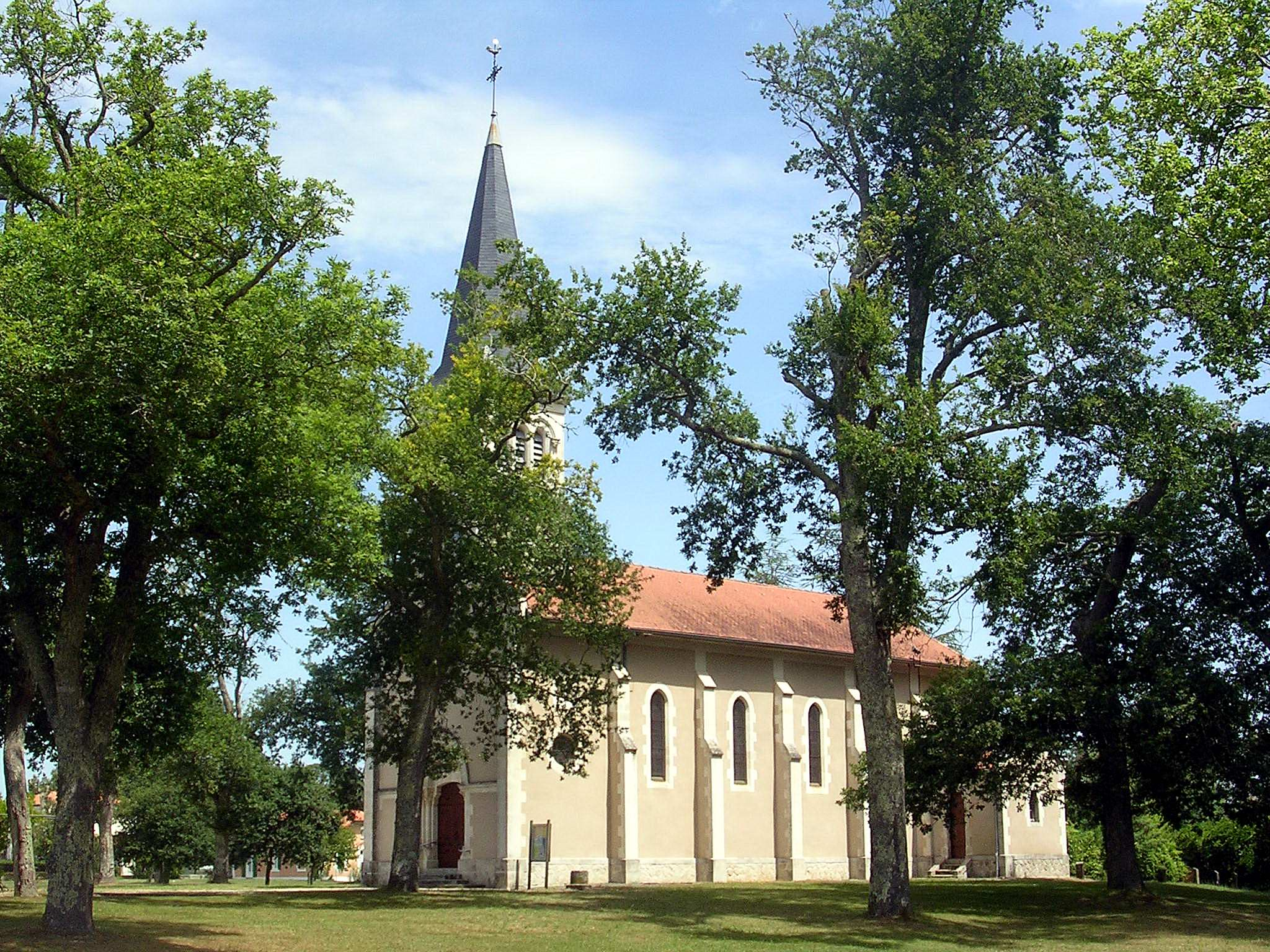
L'église Saint-Michel de nos jours.

Vue intérieures

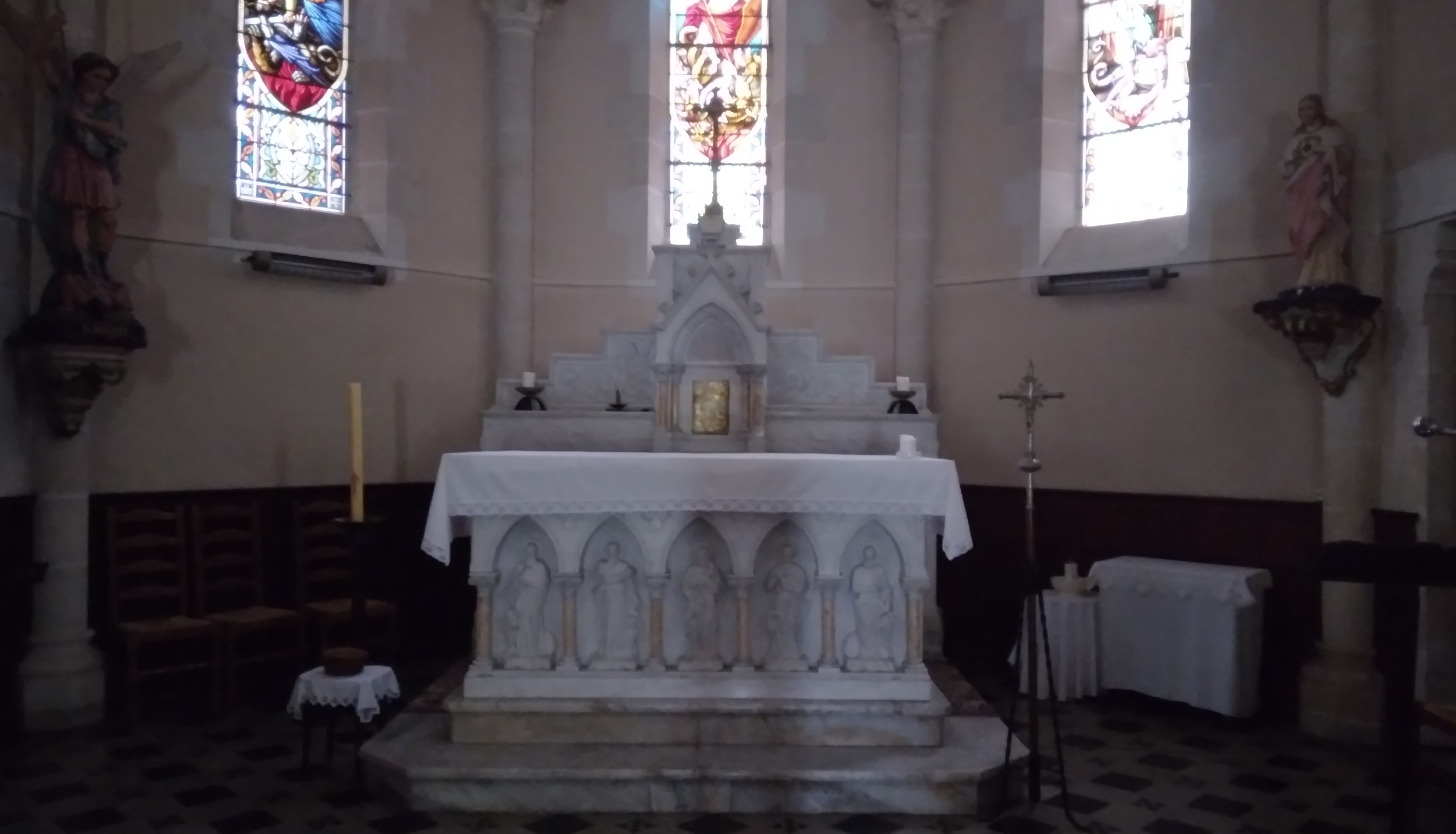
Autel.
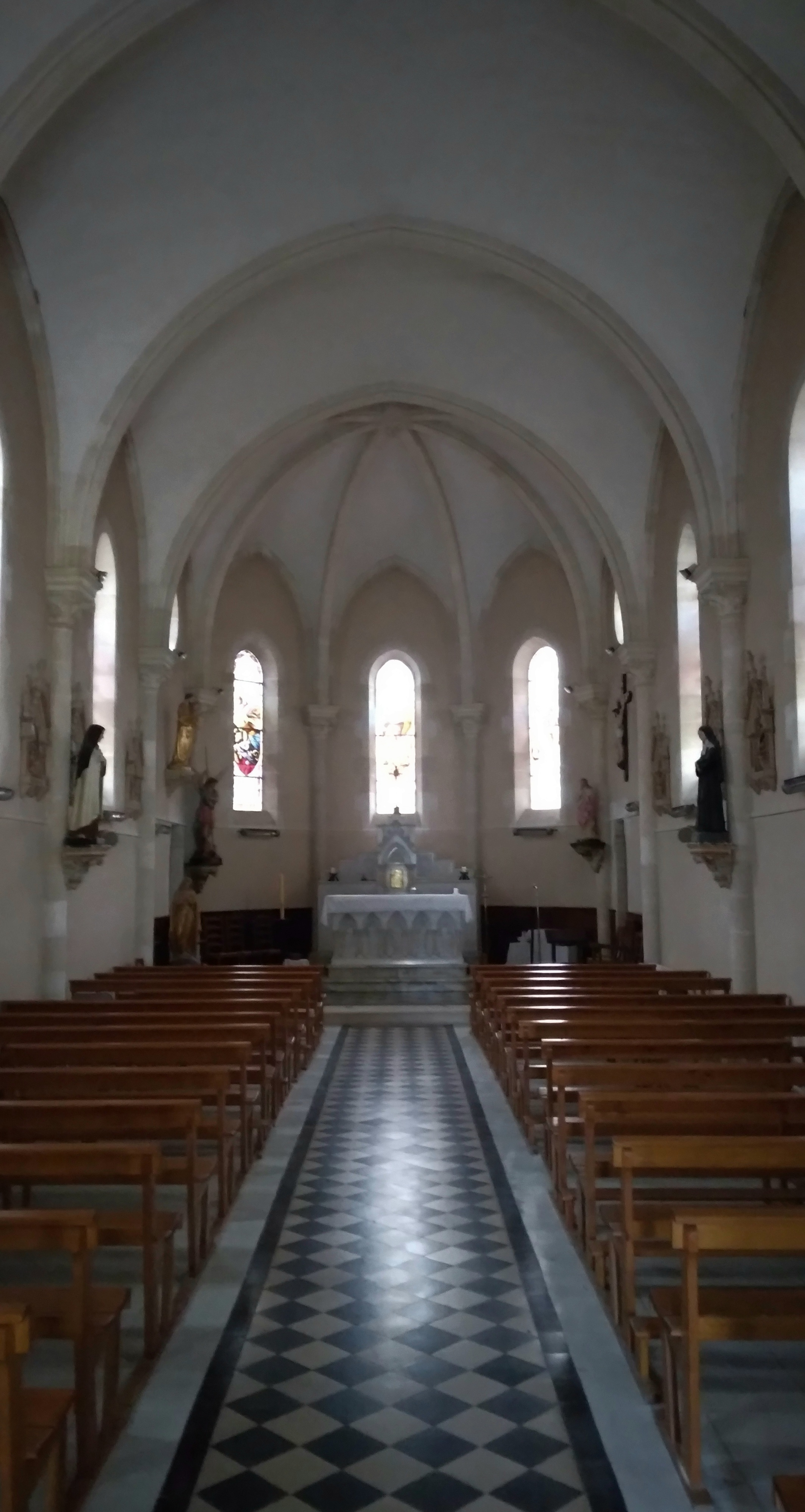
Nef.
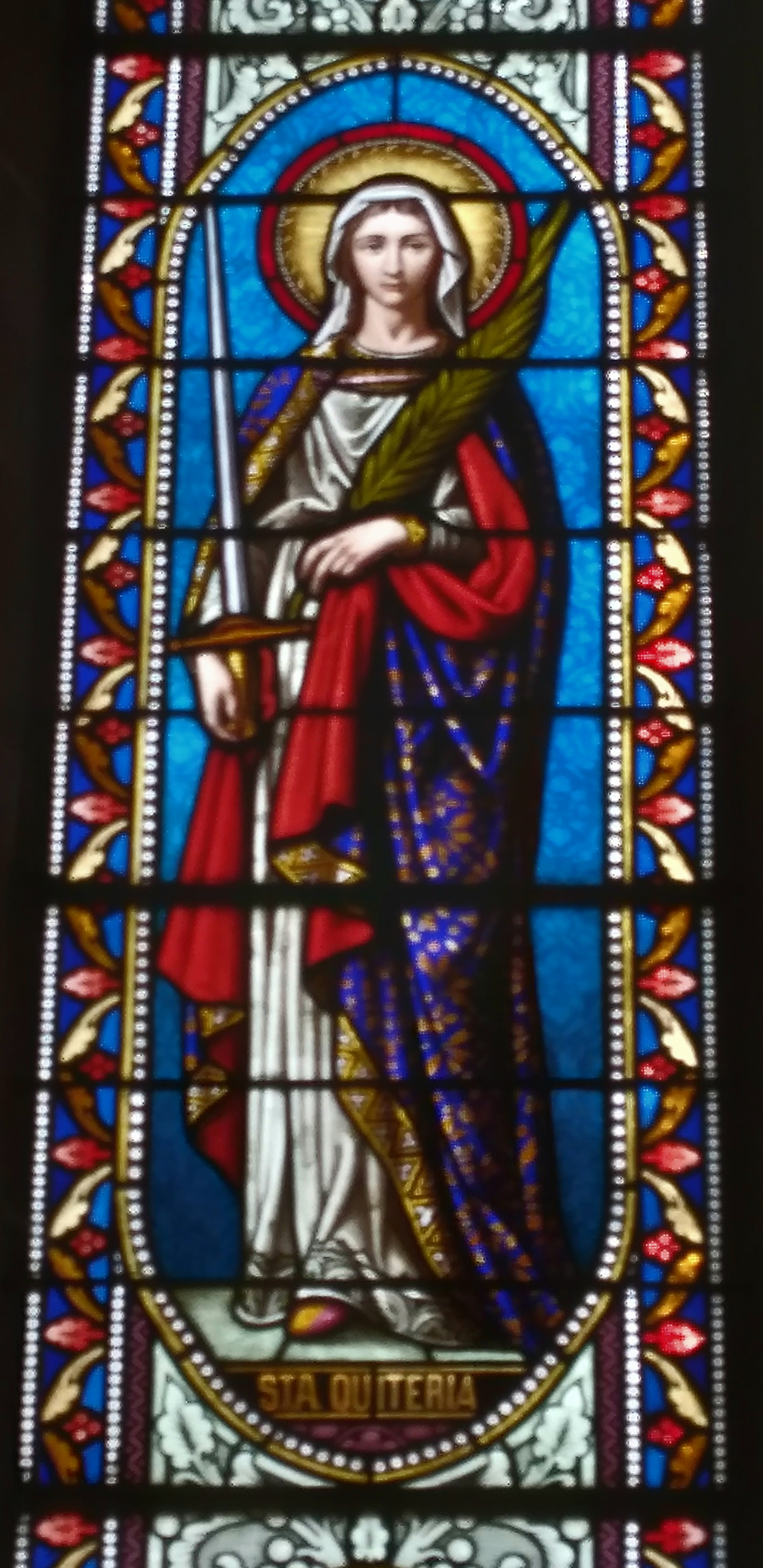
Vitrail sainte Quitterie.
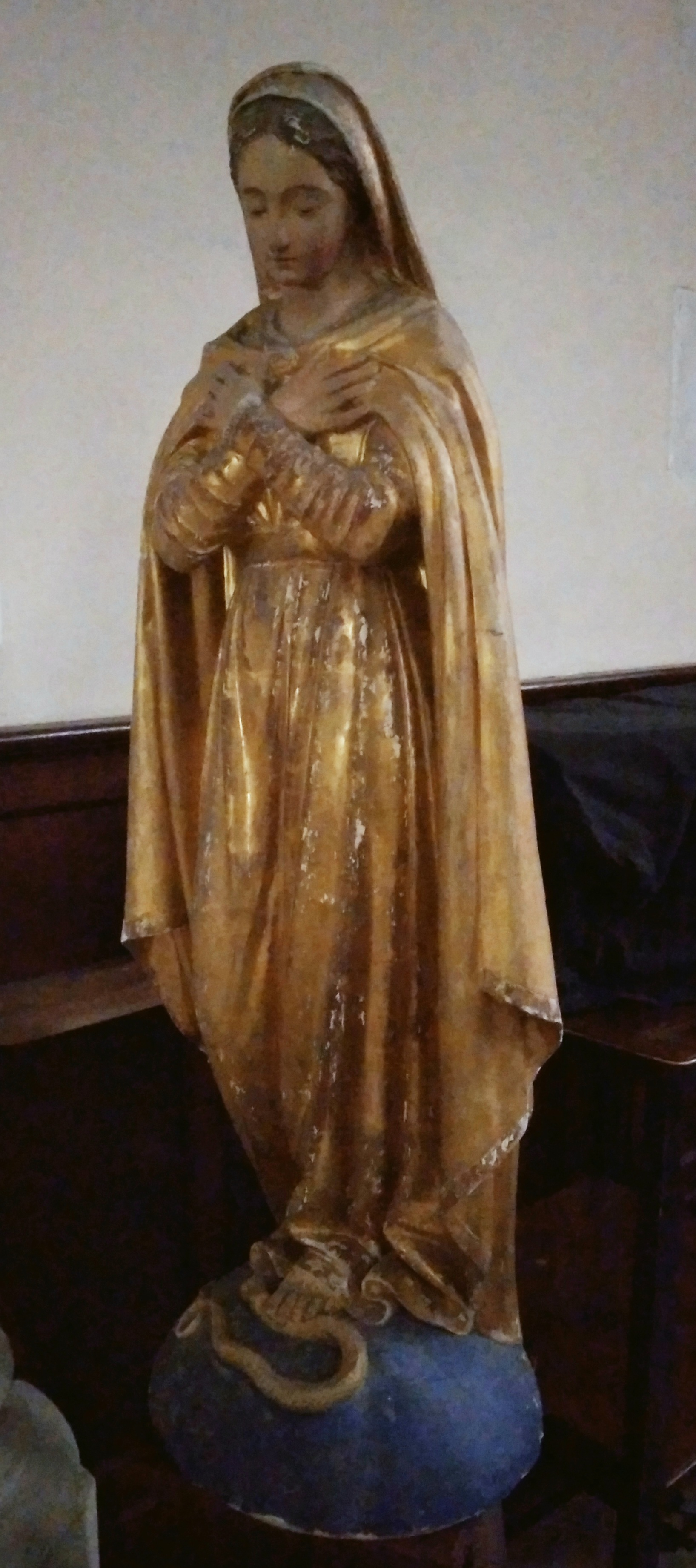
Vierge dorée.
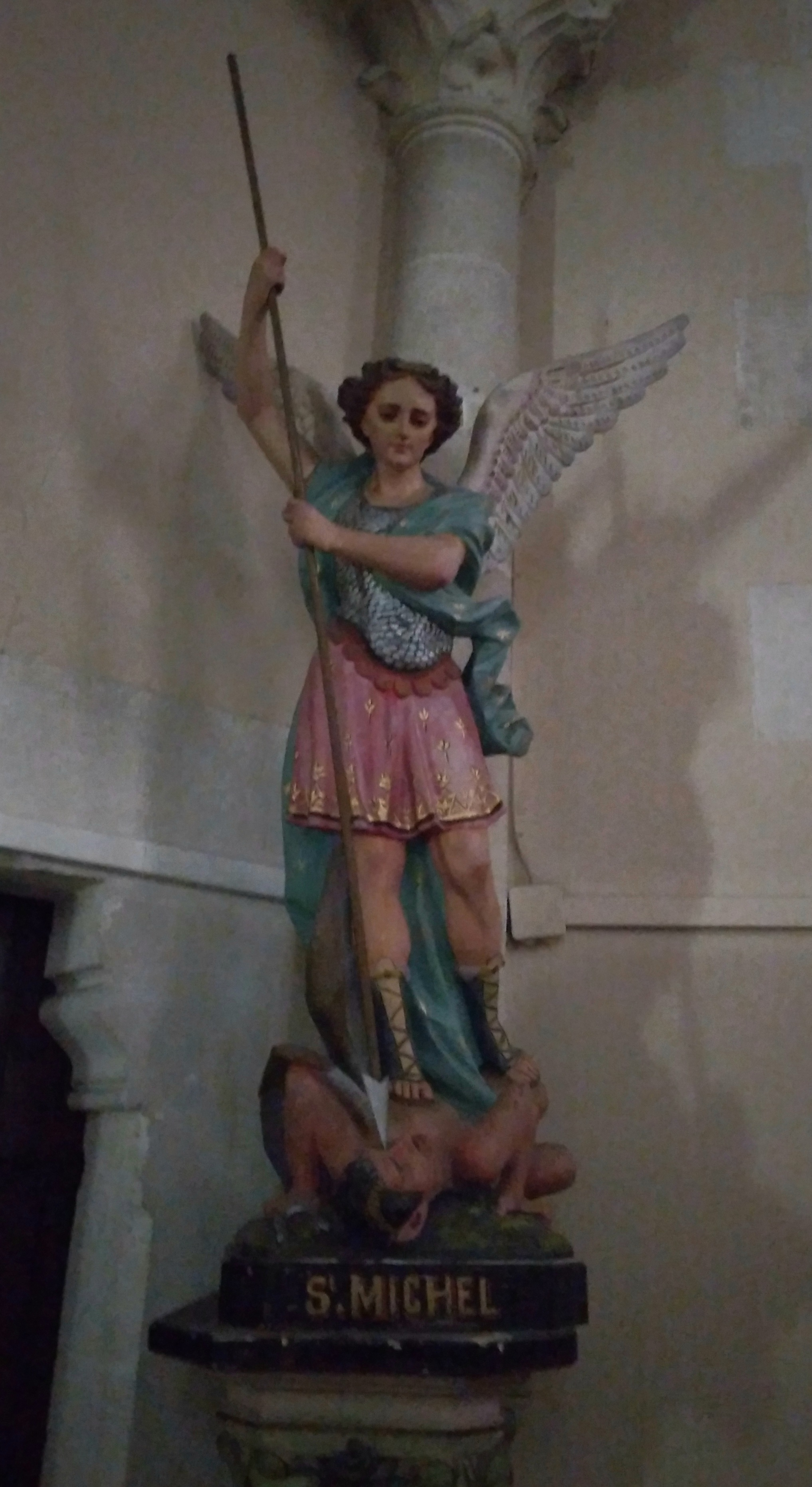
Statue de saint Michel.

## Fontaine Saint-Michel
La fontaine Saint Michel se trouve à une centaine de mètres derrière l'église. Sa fréquentation est aujourd’hui très irrégulière, alors que l'on s'y rendait souvent, jusque dans les années 1970, pour y traiter les maux d'estomac, de reins et de peau. À l'origine, une confrérie Saint-Michel prodiguait des soins aux nombreux malades et pèlerins qui affluaient.
La statue du saint qui dominait la source a disparu le 11 novembre 1989 et ce vol a provoqué une certaine émotion chez les habitants. Au début du XXe siècle, le maire avait récupéré une pierre de l'autel de l'ancienne chapelle d'Ovignac pour la placer au-dessus de la source. La restauration de l'ensemble entreprise en 1979 donne à la source son aspect actuel. Elle était auparavant construite sur des pieux en bois et un lavoir la jouxtait. Une nouvelle restauration datant de 2003 permet l'accès aux personnes à mobilité réduite. La nouvelle statue en bois de saint Michel est l’œuvre d'un artiste local.

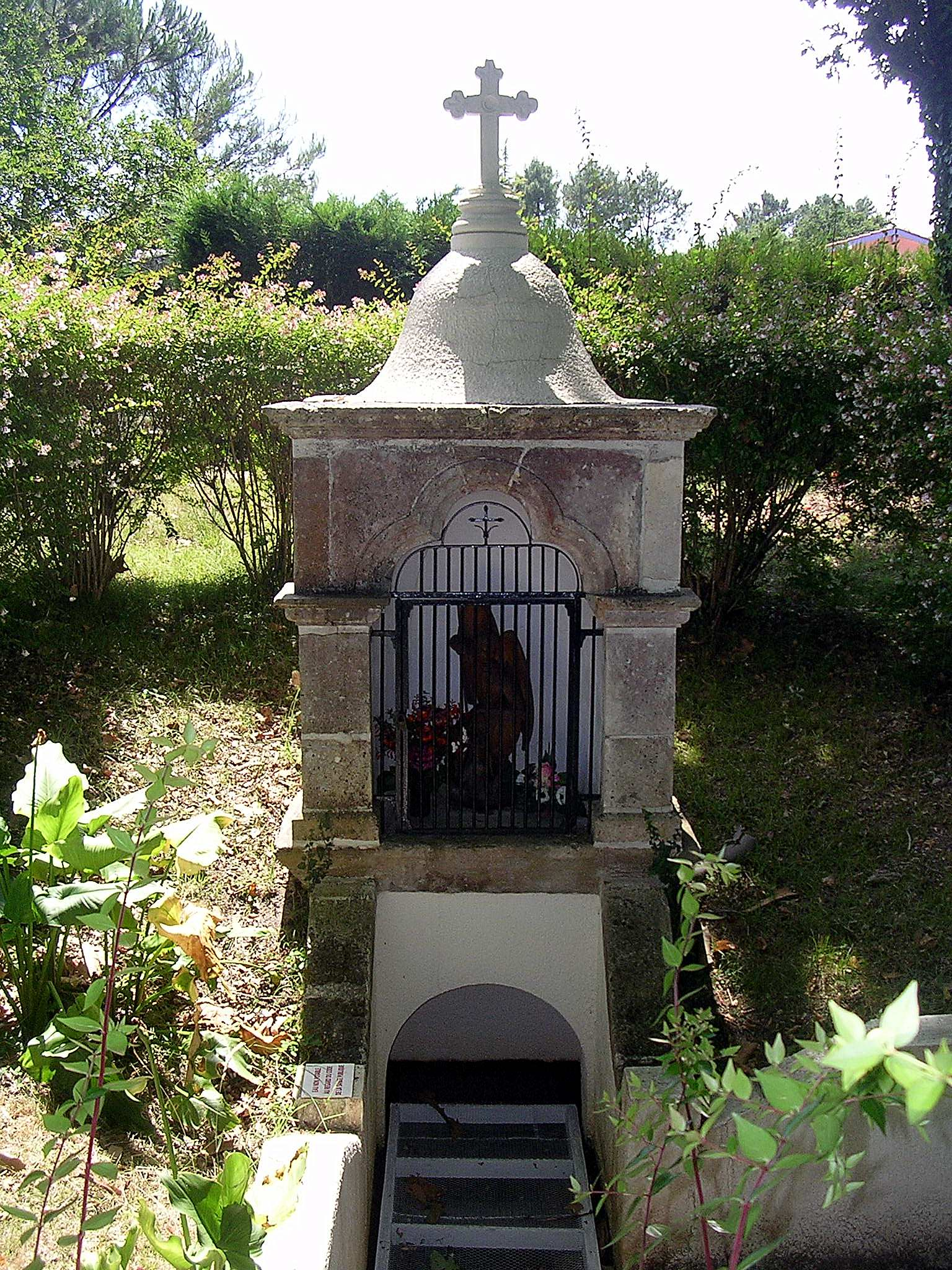
La source Saint-Michel.